# Vormfout
Een vormfout of vormverzuim is een juridisch begrip voor de schending van een procesrechtelijk voorschrift of vormvereiste.

## In Nederland
In Nederland kan de rechter rechtsgevolgen verbinden aan vormfouten gemaakt door een der procespartijen of, in het geval van de appel- of cassatierechter, door de rechter. De Hoge Raad is bevoegd om bij verzuim van vormen de uitspraak van de lagere rechter te casseren. Verzuim van vormen is ook een grond voor toepassing van het buitengewone rechtsmiddel cassatie in het belang der wet.